# Bambares

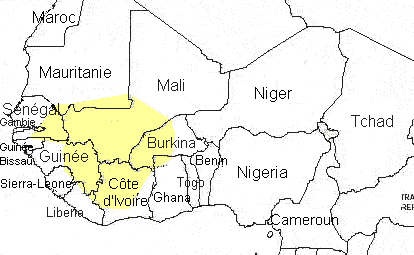
Territoris habitats per bambares.

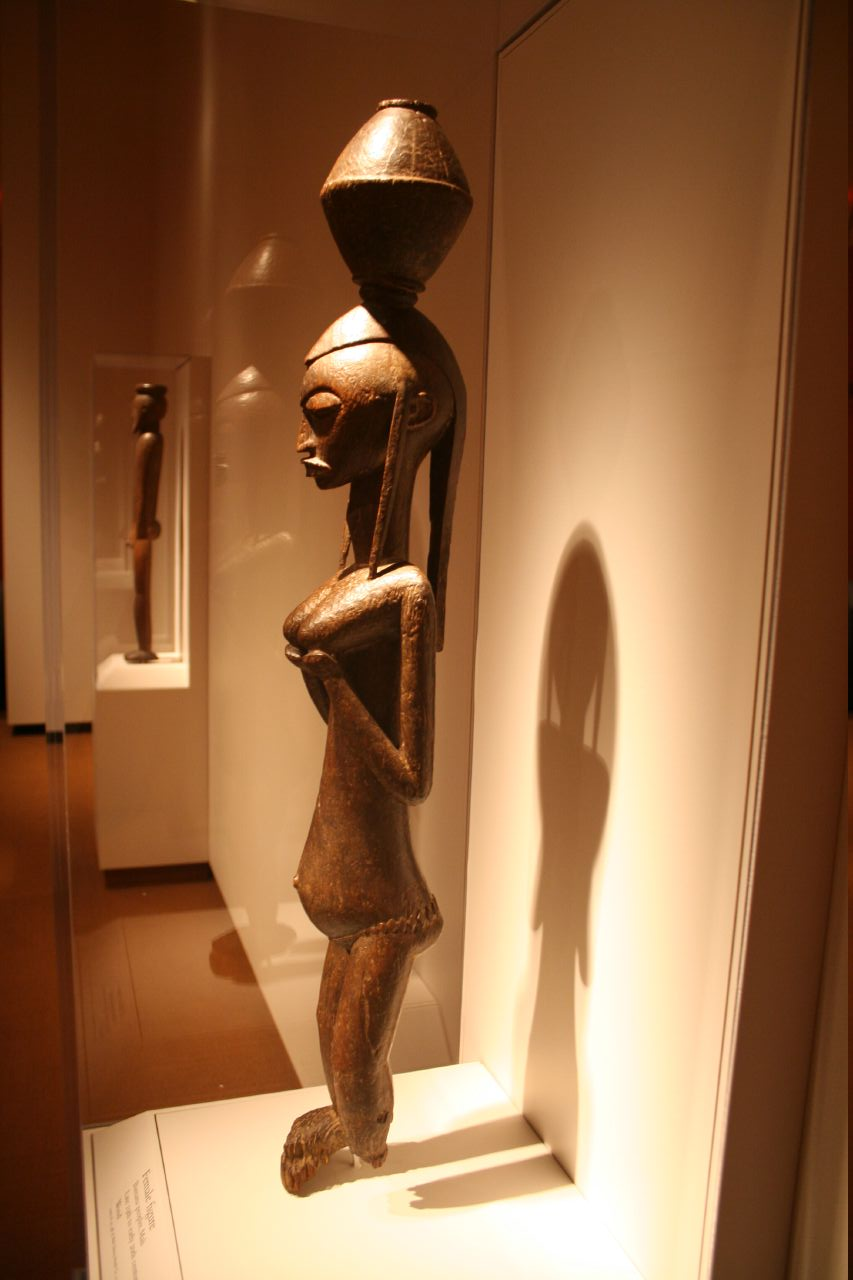
Art bambara:estàtua femenina.

Els bambares o bamanes és un grup ètnic mandinga habitant a l'oest d'Àfrica, principalment a Mali però també a Guinea, Burkina Faso i el Senegal.

## Organització social
Els bambara pertanyen a diferents clans patrilineals. Cada clan es defineix per un patronímic, un avantpassat, una divisa i una prohibició.
La unitat residencial, productiva i política és la família extensa du, de caràcter patriarcal i patrilocal: l'home major dutigi viu amb les seves esposes, els fills i les esposes i fills d'aquests.
Cada família extensa utilitza un espai físic únic anomenat "concessió", que pot ser part d'un llogaret amb altres famílies. Cada home adult i cada dona casada amb els seus fills petits, té una habitació separada. Els homes joves solters tenen una habitació col·lectiva i una altra les noies solteres. El dutigi es reuneix amb els altres homes majors fa en un consell que governa la família i en el qual no participen ni els homes joves ni cap dona. La dona té no obstant això relativa autonomia personal.
La societat bambara és jeràrquica, tant en l'organització familiar segmentada segons l'edat i el gènere, com en esfera la pública, on predomina un sistema de castes que distingeix, per exemple als griot (narradors), ferrers, sabaters i eventualment a nobles vassalls i serfs.

## Economia
La seva economia depèn principalment de l'agricultura i consideren la terra de propietat de la comunitat. El procés de producció, de tipus domèstic obeeix a les normes de distribució de les terres, a la divisió del treball i del temps de treball de cada persona segons l'edat i el sexe. Quant a la divisió social del treball, l'home i la dona es dediquen tots dos als treballs agrícoles, però les tasques domèstiques són realitzades únicament per les dones.
El conjunt de la força de treball i els recursos a la disposició de la família extensa es mobilitzen per al cultiu del forobaforo (camp conreat en comú). Des del punt de vista de l'organització del treball, entre els bambares es dedica gran part de la setmana, en general quatre o cinc dies, al treball col·lectiu. La resta del temps es reserva al descans i al treball en els cultius de cada llar i individu. Els productes dels cultius familiars serveixen per alimentar a la família extensa, per pagar les despeses de primer matrimoni de cada home, per comprar equips col·lectius i per solucionar altres problemes de la comunitat. Aquesta economia agrícola poc mecanitzada, requereix nombrosos braços i treball de les dones i nens és doncs molt important.

## Llengua
La llengua bambara és membre del grup mandé de la família nigerocongolesa, sent la principal llengua de la República de Mali, on és parlada per uns 2 milions de persones. Hi ha una similitud molt gran entre aquesta llengua i la malinke i dyula el que ha fet que alguns les agrupin en una sola llengua anomenada mandinga.

## Història
El bamanes o bambares es van originar com una secció reial dels mandings. Foren els fundadors de l'Imperi de Mali al segle xiii. Tant els mandings com els bambares són part del grup ètnic mandé. La història més antiga coneguda es remunta als llocs propers a Tichit (ara part pel Sàhara al sud de Mauritània), on els centres urbans van començar a sorgir tan aviat com el 2500 aC. Pel 250 aC, un subgrup mandé, els bozos, van fundar la ciutat de Djenné. Entre 300 i 1100 dC, els mandé soninké van dominar el Mali occidental, el que va portar a la formació de l'Imperi de Ghana. Quan l'Imperi Songhai mandé es va dissoldre després del 1600 dC, molts grups de parla mandé es van dispersar al llarg de la conca alta del riu Níger cap a l'interior. El bamanes o bambares van aparèixer de nou en aquest mitjà amb el sorgiment d'un imperi bamana en la dècada de 1740, quan l'Imperi de Mali es va començar a enfonsar cap a 1559.
Mentre que hi ha poc consens entre els historiadors moderns i etnòlegs en els orígens o significat del terme ètnic-lingüística, les referències al nom bambara es poden trobar a partir de principis del segle xviii. A més del seu ús general com una referència a un grup etnolingüístic, també es va utilitzar per identificar els africans captius procedents de l'interior d'Àfrica potser de la regió de l'alt Senegal i Níger i transportats a les Amèriques a través dels ports a la costa de Senegal i Gàmbia. Ja el 1730 en el lloc de comerç d'esclaus de Gorée, el terme bambara es referia simplement als esclaus que ja eren al servei de les elits locals o dels francesos.
Creixent a les comunitats agrícoles de Ouassoulou, entre Sikasso i Costa d'Ivori, les fraternitats de bamanes (anomenats tones) van començar a desenvolupar una estructura estatal que es va convertir en l'Imperi Bambara i més tard l'Imperi de Mali. En marcat contrast amb els seus veïns musulmans, l'estat bamana o bambara es va basar en la religió politeista tradicional, tot i les comunitats musulmanes van romandre localment poderoses, excepte a la part central de l'estat, a Ségou.
El bamanes o bambares es va convertir en la comunitat cultural dominant a l'oest de Mali. La llengua bambara, mútuament comprensible pels parlants dels idiomes mandingues i diola, s'ha convertit en la principal llengua interètnica a Mali i una de les llengües oficials de l'Estat juntament amb el francès.